# Loxodontini
Loxodontini – monotypowe plemię ssaków z podrodziny Elephantinae w obrębie rodziny słoniowatych (Elephantidae).

## Rozmieszczenie geograficzne
Plemię obejmuje gatunki występujące w Afryce.

## Morfologia
Długość ciała (włącznie z trąbą) 600–750 cm, długość ogona 100–150 cm, wysokość w kłębie samic 160–260 cm, samców 160–400 cm; masa ciała 2700–10 000 kg (samice maksymalnie do 4600 kg, samce maksymalnie do 10 000 kg).

## Systematyka
Plemię wyodrębnił (w randze podrodziny) 1918 roku amerykański geolog i palentolog Henry Fairfield Osborn w artykule zatytułowanym Szkielet mastodonta o długiej szczęce z Dakoty Południowej i filogeneza Proboscidea, opublikowanym w czasopiśmie „Bulletin of the Geological Society of America”. Rodzaj Loxodonta zdefiniował w 1827 roku anonimowy autor w artykule poświęconym recenzji „Historii naturalnej ssaków” autorstwa Étienne’a Geoffroy Saint-Hilaire’a i Frédérica Cuviera, opublikowanym w czasopiśmie The Zoological journal , latynizując francuską nazwę „Loxodonte” ukutą przez autorów ww. dzieła. Gatunkiem typowym jest (oznaczenie monotypowe) słoń afrykański (L. africana).

### Etymologia
- Loxodonta (Loxodon): gr. λοξος loxos ‘krzywy, ukośny’; οδους odous, οδοντος odontos ‘ząb’[13].
- Paraloxodonta: gr. παρα para ‘blisko,  obok’[14]; rodzaj Loxodonta Anonymous, 1827. Gatunek typowy (oryginalne oznaczenie): †Elephas atlanticus Pomel, 1879.
- Protoloxodonta: gr. πρωτος prōtos ‘pierwszy, przed’[15];  rodzaj Loxodonta Anonymous, 1827. Gatunek typowy (oryginalne oznaczenie): †Loxodonta adaurora Maglio, 1970.

### Podział systematyczny
Do plemienia należy jeden rodzaj Loxodonta z następującymi występującymi współcześnie gatunkami:
| Grafika | Gatunek            | Autor i rok opisu  | Nazwa zwyczajowa | Podgatunki         | Rozmieszczenie geograficzne | Podstawowe wymiary                               | Status IUCN |
| ------- | ------------------ | ------------------ | ---------------- | ------------------ | --- | ------------------------------------------------ | ----------- |
|         | Loxodonta africana | (Blumenbach, 1797) | słoń afrykański  | gatunek monotypowy | wschodnia i południowa Czarna Afryka (od północnego Kamerunu, Sudanu Południowego i Erytrei, na południe do Namibii, Botswany i Południowej Afryki); rozproszony na zachodzie (od Senegalu do Nigerii) | DC: 600–750 cm DO: 100–150 cm MC: 2800–10 000 kg | EN          |
|         | Loxodonta cyclotis | (Matschie, 1900)   | słoń leśny       | gatunek monotypowy | Kotlina Konga w Afryce Środkowej (południowy Kamerun, południowa Republika Środkowoafrykańska, Demokratyczna Republika Konga, Gwinea Równikowa, Gabon i Kongo); zasięg nie jest dobrze znany           | DC: 600–750 cm DO: 100–150 cm MC: 2700–6000 kg   | CR          |

Kategorie IUCN:  EN  – gatunek zagrożony,  CR  – gatunek krytycznie zagrożony, 
Opisano również gatunki wymarłe z obszaru Afryki:
- Loxodonta adaurora Maglio, 1970[20] (pliocen–plejstocen)
- Loxodonta atlantica (A. Pomel, 1879)[21] (pliocen–plejstocen)
- Loxodonta cookei Sanders, 2007[22] (pliocen)
- Loxodonta exoptata (Dietrich, 1941)[23] (plejstocen)

Najstarszymi znanymi skamieniałościami należącymi do Loxodonta są pojedyncze trzonowce z górnomioceńskich formacji Lukeino w Kenii i Nkondo w Ugandzie, liczące około 5,4–7,3 mln lat. Gatunki L. adaurora i L. exoptata żyły w pliocenie, a L. atlantica od pliocenu do plejstocenu. Analiza filogenetyczna wykonana przez Todd wskazuje, że L. adaurora może być bliżej spokrewniony z mamutami niż z pozostałymi gatunkami z rodzaju Loxodonta.
Badania DNA mitochondrialnego słoniowatych przeprowadzone przez Rohland i współpracowników zasugerowały, że Loxodonta cyclotis oddzielił się od L. africana około 6,6–8,6 mln lat temu, jednak mtDNA reprezentuje tylko jedno locus genomu, dlatego nie zawsze daje ono prawdziwy obraz filogenezy. Hipotezę tę wsparła jednak analiza 375 loci DNA jądrowego. Sugeruje ona, że dwa gatunki słoni afrykańskich oddzieliły się od siebie mniej więcej w tym samym czasie, co słoń indyjski i mamut włochaty – klasyfikowane w odrębnych rodzajach – co potwierdza zasadność klasyfikowania L. cyclotis i L. africana jako osobnych gatunków.